# Chuang Jen-pchej
Chuang Jen-pchej (čínsky pchin-jinem Huáng Yánpéi, znaky zjednodušené 黃炎培; 1. října 1875 — 21. prosince 1965) byl čínský pedagog, spisovatel a politik. Ve 20. a 30. letech se aktivně účastnil politického života v Číně, začátkem 20. let dvakrát odmítl úřad ministra školství. Od počátku 40. let působil v Čínské demokratické lize; od roku 1945 byl prvním předsedou Čínského sdružení pro demokratickou národní výstavbu, po roce 1949 jedné z menších politických stran v Čínské lidové republice (ČLR). Od vzniku ČLR zastával vysoké pozice ve vládě i v zákonodárných a poradních shromážděních ČLR jako místopředseda státní administrativní rady (vlády) a ministr lehkého průmyslu (obojí do 1954). Od roku 1954 vykonával úřad místopředsedy Všečínského shromáždění lidových zástupců a současně místopředsedy Čínského lidového politického poradního shromáždění.

## Život
Chuang Jen-pchej se narodil v Čchuan-ša v provincii Ťiang-su (od roku 1951 je Čchuan-ša částí Šanghaje), jeho rodiče zemřeli když mu bylo 13 (matka), resp. 17 let (otec), vychovával ho poté dědeček z matčiny strany. Dostalo se mu klasického vzdělání, roku 1899 složil prefekturní zkoušky na postavení studenta (siou-cchaj), o tři roky později úspěšně absolvoval provinční zkoušky. S finanční podporu strýce studoval i na škole v Šanghaji poskytující západní vzdělání. Později se vrátil do Čchuan-ša a založil zde základní školu. Roku 1903 byl obviněn z protivládní propagandy, zatčen a krátce vězněn, po propuštění odjel na tři měsíce do Japonska. Po návratu do Šanghaje se věnoval organizaci školství v regionu a roku 1905 vstoupil do Čínské aliance, ilegálního protivládního politického hnutí.
Po sinchajské revoluci řídil v provincii Ťiang-su školství, věnoval se publicistice, odjel na studijní cesty do USA a Anglie seznámit se tamním školstvím. Se stejným cílem navštívil i Japonsko, Filipíny a země jihovýchodní Asie. Z cest si přinesl důraz na odborné vzdělávání, které poté propagoval a zakládal odborné školy. Roku 1921 a opět roku 1922 byl pekingskou vládou požádán o převzetí úřadu ministra školství, což v obou případech odmítl.
Roku 1927 na něj kuomintangské úřady vydaly zatykač, kvůli odmítnutí jeho vzdělávacích postupů; Chuang Jen-pchej prchl ze Šanghaje na sever do Ta-lienu a avrátil se až po zrušení zatykače. Po japonském útoku na Čínu roku 1931 se postavil na obranu země a roku 1932 s dalšími šanghajskými osobnostmi založil spolek na podporu čínské armády a šanghajské ekonomiky a bezpečnosti ohrožené japonskou agresí. S dobytím Šanghaje Japonci roku 1937 odešel do Čchung-čchingu, kde působil v Národní radě obrany a od roku 1938 i Lidové politické radě. Roku 1941 se s  Čang Lanem a dalšími podílel na založení Čínské demokratické ligy, krátce byl jejím předsedou (v březnu–říjnu 1941). Roku 1945 s Chu Ťüe-wenem a dalšími založil Čínské sdružení pro demokratickou národní výstavbu a byl zvolen jeho předsedou, funkci zastával do konce svého života. Po vypuknutí občanské války na protest rezignoval na své funkce v kuomintangských orgánech v Čchung-čchingu a vrátil se do Šanghaje, kde se věnoval organizaci školství.
Od roku 1949 se účastnil politického života nově vzniklé Čínské lidové republiky, s ustavením Ústřední lidové vlády roku 1949 byl zvolen jedním ze čtyř místopředsedů její státní administrativní rady (vlády) a ministrem lehkého průmyslu (obojí do 1954). Po svolání prvního Všečínského shromáždění lidových zástupců roku 1954 byl zvolen místopředsedou jeho stálého výboru (znovuzvolen 1959 a 1965). Současně byl zvolen místopředsedou celostátního výboru Čínského lidového politického poradního shromáždění (také znovuzvolen 1959 a 1965).
Zemřel 21. prosince 1965 v Pekingu ve věku 87 let. Pohřben je na Papaošanském revolučním hřbitově v Pekingu.